# 20 de septiembre
El 20 de septiembre es el 263.º (ducentésimo sexagésimo tercer) día del año —el 264.º (ducentésimo sexagésimo cuarto) en los años bisiestos— en el calendario gregoriano. Quedan 102 días para finalizar el año.

## Acontecimientos
- 331 a. C.: Se produjo un eclipse de lunar. En la antigüedad era un presagio de malos acontecimientos.
- 451: algunos historiadores datan en esta jornada la batalla de los Campos Cataláunicos, en la que Flavio Aecio dirige a las tropas romanas y visigodas en su victoria contra los ejércitos hunos y aliados de Atila.
- 1058: Inés de Poitou y Andrés I de Hungría se reúnen para negociar sobre la frontera de la zona en la actual Burgenland.
- 1187: Saladino comienza el sitio de Jerusalén (1187).
- 1260: el Gran Levantamiento Prusiano entre los antiguos prusianos contra los Caballeros Teutónicos.
- 1378: el cardenal Roberto de Ginebra, conocido como "el Carnicero de Cesena", es elegido como el papa Clemente VII (antipapa) de Aviñón.
- 1498: un tsunami arrastra el templo Kōtoku-in que en su interior albergaba una estatua de bronce denominada el Gran Buda, y que desde entonces ha quedado al aire libre.
- 1506: En España, el estado de salud de Felipe el Hermoso empeora bruscamente tras padecer unos días de fiebre. Los médicos, temiendo por su vida, le aplican sangrías, aunque el rey acabaría muriendo cuatro días después.
- 1519: Magallanes zarpa desde Sanlúcar de Barrameda y comienza la primera circunnavegación exitosa del mundo.
- 1580: el vicealmirante británico Francis Drake regresa del Lejano Oriente.
- 1596: en México, Diego de Montemayor funda la ciudad de Monterrey.
- 1604: concluye el sitio de Ostende con la victoria de los tercios españoles sobre las fuerzas de las Provincias Unidas.
- 1629: se inunda la Ciudad de México durante 5 años.
- 1697: se firma el Tratado de Rijswijk siendo partícipes Inglaterra, España, el Sacro Imperio Romano Germánico, Provincias Unidas y Francia, que pone fin a la Guerra de la Gran Alianza o guerra de los Nueve Años.
- 1776: en Nueva Orleans, el gobernador español Luis de Unzaga y Amézaga recibe la autorización de Carlos III para permitir el librecomercio con buques norteamericanos en lucha por su independencia.
- 1792: victoria de Francia frente a los ejércitos prusianos en la batalla de Valmy.
- 1816: en la villa hispanohablante de San Francisco de Borja, los soldados guaraníes del comandante Andresito Guazurarí ―como reacción a la invasión lusobrasileña de 1816― ponen sitio al pueblo (invadido por fuerzas portuguesas y brasileñas desde 1801).
- 1836: batalla de Villarrobledo, durante la primera guerra carlista.
- 1845: el mercenario italiano Giuseppe Garibaldi y su legión de «virtuosos saqueadores» ―en el marco de la Guerra Grande (1838-1852) de Brasil, Francia y Gran Bretaña contra Juan Manuel de Rosas― desembarca en la villa de Gualeguaychú (provincia de Entre Ríos), centro logístico argentino a 200 km al norte de Buenos Aires, y saquea a sus habitantes.
- 1848: se crea la Asociación Estadounidense para el Avance de la Ciencia.
- 1854: batalla de Almá, británicos y franceses derrotan a los rusos en Crimea.
- 1857 la rebelión india se termina con la reconquista de Nueva Delhi por las tropas leales a la East India Company.
- 1870: se captura Roma en poder de los estados pontificios a manos de las fuerzas de unificación italianas dirigidas por Víctor Manuel II, el Conde de Cavour y Giuseppe Garibaldi.
- 1873: En España, el presidente Emilio Castelar disuelve las Cortes Generales con la intención de tener total libertad para acabar con los dos últimos cantones de la Rebelión cantonal; el Cantón de Málaga y el Cantón de Cartagena.
- 1880: en Argentina, la ciudad de Buenos Aires es declarada capital de la República, separándosela de la jurisdicción provincial.
- 1896: entre París y Nantes (Francia) se corre la primera carrera de motos.
- 1920: en la India, el congreso permite la primera campaña de no colaboración de Gandhi.
- 1920: el teniente coronel de infantería José Millán Astray y Terreros funda La Legión Española o Tercio de Extranjeros.
- 1928: Aimé Tschiffely completa junto a sus caballos Gato y Mancha el tramo Buenos Aires-Nueva York en poco más de tres años; siendo el primero en hacerlo.
- 1936: en la ciudad de San Fernando (32 km al noroeste de la ciudad de Buenos Aires) se inaugura el Coliseo de Victoria, el actual estadio del Club Atlético Tigre.
- 1942: en Letichiv (Ucrania) comienza el Holocausto.
- 1946: se inaugura el primer Festival Internacional de Cine de Cannes.
- 1947: en Perú se funda el Club Unión Huaral.
- 1948: en la meseta Alto Veld (Sudáfrica), un tornado deja una huella de 64 km, atravesando el área urbana más grande del país, la ciudad de Johannesburgo, y dejando 6 muertos y 100 heridos.
- 1954: se corre el primer programa en lenguaje Fortran.
- 1958: se inaugura en Porto Alegre (capital de Río Grande del Sur, Brasil) la estatua del lazador, obra de Antônio Caringi y símbolo oficial de la ciudad de Porto Alegre.[1]
- 1961: el general griego Konstantinos Dovas se convierte en primer ministro de Grecia.
- 1963: J.R.R.Tolkien le escribe a un lector, el Coronel Worskett
- 1967:se lanza el RMS Queen Elizabeth 2
- 1968: en Montevideo (Uruguay) la policía reprime con perdigones una manifestación de estudiantes contra el gobierno de Jorge Pacheco Areco, hiriendo a unos 40. Disparando contra las ambulancias, matan a Susana Pintos (27) y Hugo de los Santos (20).[2]
- 1969: en la provincia de Buenos Aires (Argentina) se inaugura la estación terrena de Balcarce (Buenos Aires) y llegan al país las comunicaciones vía satélite.
- 1972: la policía encuentra una plantación de marihuana en la granja de Paul & Linda McCartney.
- 1976: Sid Bernstein ofrece un concierto de caridad de 230 millones de dólares por la reunión de la banda británica The Beatles.
- 1976: adopción del sufragio universal para el Parlamento Europeo.
- 1979: en el Imperio centroafricano es derrocado el emperador Bokassa I.
- 1984: en Argentina, la CONADEP entrega su informe Nunca más ―con datos de los crímenes de lesa humanidad de la dictadura de Videla― al presidente Raúl Alfonsín.
- 1985: en la Ciudad de México se registra una réplica fuerte del terremoto de México de 1985, ocurrido el día anterior.
- 1986: en Seúl (Corea del Sur) comienzan los X Juegos Asiáticos.[3]
- 1987: el francés Alain Prost gana su carrera de Fórmula 1 número 28.
- 1990: Sadam Huseín exige a las emisoras de Estados Unidos la difusión de sus mensajes.
- 1994: cierra la mina a cielo abierto más grande de Europa, Corta Atalaya.
- 1997: en Buenos Aires, ante más de 65 000 personas, la banda argentina Soda Stereo ofrece su recital de despedida, titulado El Último Concierto, en el Estadio Monumental de River Plate.
- 2000: la pesista María Isabel Urrutia de Candelaria (Valle del Cauca) Colombia ganó la medalla de Oro en Halterofilia femenino en la categoría de 75 Kg logrando, de esta manera, el primer oro olímpico de la historia para Colombia.
- 2002: Microsoft compra la empresa de videojuegos británica Rareware por 375 millones de dólares.
- 2003: la banda chilena Los Prisioneros dan su último concierto como formación original en la Fiesta de la Pampilla tras el despido del guitarrista Claudio Narea.
- 2004: Wikipedia alcanza 1 millón de artículos en 100 idiomas.
- 2005: sale al aire por primera vez la serie cómica My Name is Earl, ganadora de un premio Emmy.
- 2005: Bon Jovi publica su noveno álbum de estudio, Have a Nice Day.
- 2007: inicia en la ciudad de Monterrey el Fórum Monterrey 2007.
- 2008: en Jimki (Rusia) se inaugura el Arena Jimki.
- 2009: en La Habana (Cuba) se celebra la segunda edición del concierto Paz sin fronteras con la actuación de Juanes, Miguel Bosé, Olga Tañón, Silvio Rodríguez y otros cantantes y grupos, ante más de un millón de personas.[4]
- 2011: Javier Zanetti se convierte en el jugador con más partidos disputados para el club italiano Inter de Milán.
- 2017: el Tratado sobre la Prohibición de las Armas Nucleares entra en vigor.
- 2017: en la isla de Puerto Rico el huracán María deja 2,982 muertos (otros estimados ponen la cifra a más de 4,000), convirtiéndose en uno de los peores desastres naturales del Caribe y de Estados Unidos, del cual la isla es parte como Territorio No Incorporado.
- 2019: el evento Storm Area 51, They Can't Stop All of Us|Iniciativa Storm Area 51 se lleva a cabo en los alrededores del área 51.
- 2024: En México, oficialmente desaparece a nivel nacional la organización de izquierda Partido de la Revolución Democrática (PRD), tras 35 años de historia y de ser una de las primeras alternancias políticas en México en casi un siglo de historia.

## Nacimientos
- 917: Kyunyeo: poeta coreano (f. 973).
- 1161: Takakura Tennō: emperador de Japón (f. 1181).
- 1486: Arturo Tudor, noble inglés, hijo del rey Enrique VII (f. 1502).
- 1593: Gottfried Scheidt, organista y compositor alemán (f. 1661).
- 1599: Christian de Brunswick, líder militar protestante alemán (f. 1626).
- 1727: Mateo de Toro Zambrano, político criollo chileno (f. 1811).
- 1746: Móric Benyovszky, aristócrata y explorador polaco-eslovaco (f. 1786).
- 1758: Jean-Jacques Dessalines, emperador haitiano (f. 1806).
- 1761: René-Pierre Choudieu, político revolucionario francés (f. 1838).
- 1778: Fabian Gottlieb von Bellingshausen, marino y explorador ruso (f. 1852).
- 1795: Miguel del Carpio y Melgar, político y escritor peruano (f. 1869).
- 1797: Manuel Lavalleja, militar uruguayo, oficial del general Artigas y uno de los Treinta y Tres Orientales (f. 1852).
- 1819: Théodore Chassériau, pintor franco-dominicano (f. 1856).
- 1833: Ernesto Teodoro Moneta, periodista y pacifista italiano, premio nobel de la paz en 1907 (f. 1918).
- 1842: James Dewar, físico y químico británico (f. 1923).
- 1843: Nicolás Aleksándrovich de Rusia, zarévich ruso (f. 1865).
- 1853: Chulalongkorn, rey tailandés (f. 1910).
- 1872: Maurice Gamelin, general francés (f. 1958).
- 1873: Sidney Olcott, cineasta canadiense (f. 1949).
- 1878: Upton Sinclair, escritor estadounidense (f. 1968).
- 1879: Victor Sjöström, cineasta sueco (f. 1960).
- 1880: Ildebrando Pizzetti, compositor y musicólogo italiano (f. 1968).
- 1886: Charles Williams, novelista británico (f. 1945).
- 1890: Tomás Garrido Canabal, político mexicano (f. 1943).
- 1893: Heraclio Alfaro Fournier, ingeniero y aviador español (f. 1962).
- 1897: Arturo Barea, escritor español (f. 1957).
- 1898: Norman Z. McLeod, cineasta estadounidense (f. 1964).
- 1899: Leo Strauss, filósofo político judío-estadounidense de origen alemán (f. 1973).
- 1900: Uuno Klami, compositor finlandés (f. 1961).
- 1910: Dorothy Vaughan, matemática estadounidense (f. 2008).
- 1910: Matilde Landeta, cineasta mexicana (f. 1999).
- 1911: Raúl Ferrero Rebagliati, jurista y político peruano (f. 1977).
- 1914: Kenneth More, actor británico (f. 1982).
- 1916: Pierre Boutang, filósofo y escritor francés (f. 1998).
- 1917: Red Auerbach, entrenador de baloncesto estadounidense (f. 2006).
- 1917: Fernando Rey, actor español (f. 1994).
- 1917: Obdulio Varela, futbolista uruguayo (f. 1996).
- 1918: Juan García Iranzo, dibujante de historietas y guionista español (f. 1998).
- 1918: Horace Gould, piloto británico de Fórmula 1 (f. 1968).
- 1920: Jay Ward, animador estadounidense.
- 1923: Aleksandr Koldunóv, aviador soviético (f. 1992)
- 1925: Ananda Mahidol, rey tailandés (f. 1946).
- 1925: Justo Gallego, labrador español (f. 2021).
- 1926: Libero Liberati, piloto de motociclismo italiano (f. 1962).
- 1927: Rachel Roberts, actriz británica (f. 1980).
- 1927: John Dankworth, compositor, clarinetista y saxofonista británico de jazz (f. 2010).
- 1927: Milka Cherneva, arquitecta búlgara (f. 2010).
- 1928: Olga Ferri, bailarina argentina (f. 2012).
- 1928: Manuel Seco, filólogo español (f. 2021).
- 1929: Anne Meara, actriz y comediante estadounidense (f. 2015).
- 1932: Ulalume González de León, poeta, traductora, ensayista y editora uruguayo-mexicana (f. 2009).
- 1933: Enrique de la Mata, político español (f. 1987).
- 1933: Adela Gleijer, actriz uruguaya.
- 1933: Dennis Viollet, futbolista británico (f. 1999).
- 1934: Sophia Loren, actriz italiana.
- 1935: Orlando Peçanha de Carvalho, futbolista brasileño (f. 2010).
- 1942: Gérald Tremblay, político canadiense.
- 1944: José Eulogio Gárate, futbolista hispano-argentino.
- 1947: Mia Martini, cantante italiana (f. 1995).
- 1948: George R. R. Martin, escritor estadounidense.
- 1949: Félix Ángel, es un escritor y artista colombiano.
- 1949: Carlos Babington, futbolista, entrenador y dirigente deportivo argentino.
- 1950: Loredana Bertè, cantante italiana.
- 1950: Rafael Álvarez El Brujo, actor y dramaturgo español.
- 1950: Roberto Vander, actor neerlandés.
- 1951: Javier Marías, escritor, articulista, traductor y editor español (f. 2022).
- 1952: Manuel Zelaya, político hondureño, presidente de Honduras entre 2006 y 2009 y Primer caballero de Honduras desde 2022.
- 1953: Francisco Vidal Salinas, político chileno.
- 1956: Gary Cole, actor estadounidense.
- 1956: Jennifer Tour Chayes, matemática, física e informática teórica estadounidense.
- 1957: Alannah Currie, músico neozelandés de Thompson Twins.
- 1958: Arn Anderson, luchador profesional estadounidense.
- 1959: José Milton Melgar, futbolista boliviano.
- 1961: Javier Algarra, periodista español.
- 1964: Maggie Cheung, actriz hongkonesa.
- 1966: Nuno Bettencourt, guitarrista portugués de Extreme.
- 1967: Kristen Johnston, actriz estadounidense.
- 1968: Ben Shepherd, bajista estadounidense, de la banda Soundgarden, entre otras.
- 1971: Masashi Hamauzu, compositor japonés.
- 1973: Andrei Kivilev, ciclista kazajo (f. 2003).
- 1971: Henrik Larsson, futbolista sueco.
- 1971: Axel Kicillof, economista, político, docente, e investigador argentino, Gobernador de la Provincia de Buenos Aires desde 2019.
- 1973: Todd Boehly, empresario estadounidense y dueño del Chelsea
- 1975: Asia Argento, actriz italiana.
- 1975: Juan Pablo Montoya, piloto de automovilismo colombiano.
- 1976: Jon Bernthal, actor estadounidense.
- 1977: Namie Amuro, cantante japonesa.
- 1978: Sarit Hadad, cantante israelí.
- 1978: Charlie Weber, actor estadounidense.
- 1978: Martin Abraham, futbolista checo.
- 1979: Lars Jacobsen, futbolista danés.
- 1980: Vladímir Karpets, ciclista ruso.
- 1981: Feliciano López, tenista español.
- 1983: Luis Corrales, futbolista costarricense.
- 1983: Jérémy Gavanon, futbolista francés.
- 1983: Aquilino Villalba, futbolista y entrenador paraguayo.
- 1983: Sancho Lyttle, baloncestista sanvicentina.
- 1983: Clara Sanchez, ciclista francesa.
- 1983: Jessica Alonso, balonmanista española.
- 1984: Gabriela Villalba, actriz y cantante ecuatoriana.
- 1984: Luciano Mellera, comediante argentino.
- 1985: Paul Stanley, actor y conductor mexicano.
- 1986: Pablo de Lucas, futbolista español.
- 1987: Vouria Ghafouri, futbolista iraní.
- 1988: Jabib Nurmagomédov, peleador ruso de artes marciales mixtas.
- 1988: Gain (Son Ga-in) Cantante Surcoreana perteneciente al grupo Brown Eyed Girls.
- 1988: Carlos Torres, actor de televisión colombiano.
- 1988: Melissanthi Mahut, actriz griega y canadiense.
- 1988: Tatsuro Okuda, futbolista japonés.
- 1990: Waylon Francis, futbolista costarricense.
- 1991: Isaac Cofie, futbolista ghanés.
- 1991: Alejandro Pozuelo, futbolista español.
- 1991: Martin Linnes, futbolista noruego.
- 1992: Pak Kwang-ryong, futbolista norcoreano.
- 1992: Safura, cantante azerí.
- 1992: Michał Żyro, futbolista polaco.
- 1993: Julian Draxler, futbolista alemán.
- 1994: Mohsen Karimi, futbolista iraní.
- 1994: Thomas Henry, futbolista francés.
- 1995: Loreto Aravena, futbolista chilena.
- 1995: Alejandro Grimaldo, futbolista español.
- 1995: Eric Oelschlägel, futbolista alemán.
- 1995: Kodai Sakamoto, futbolista japonés.
- 1996: Rifat Zhemaletdínov, futbolista ruso.
- 1996: Hwang In-beom, futbolista surcoreano.
- 1996: Jerome Sinclair, futbolista inglés.
- 1996: Marlos Moreno, futbolista colombiano.
- 1996: Carlos Dotson, baloncestista estadounidense.
- 1996: Felipe Sánchez, baloncestista argentino.
- 1997: Assane Dioussé, futbolista senegalés.
- 1997: Lucas Fernandes da Silva, futbolista brasileño.
- 1997: Gastón Togni, futbolista argentino.
- 1997: Daniel Porozo, futbolista ecuatoriano.
- 1997: Cristian Núñez Morales, futbolista paraguayo.
- 1997: Isabelle Grill, actriz sueca.
- 1997: Itamar Einhorn, ciclista israelí.
- 1997: Loris Revelli, ciclista italiano.
- 1997: Nathan Knight, baloncestista estadounidense.
- 1998: Roger Príncep, actor español.
- 1998: Kamal Thapa, futbolista nepalí.
- 1998: Pablo Ibáñez Lumbreras, futbolista español.
- 1998: Kingsley Fobi, futbolista ghanés.
- 1999: Jeong Woo-yeong, futbolista surcoreano.
- 1999: Stan Van Tricht, ciclista belga.
- 1999: Ousmane N'Dong, futbolista senegalés.
- 2001: Federico Burdisso, nadador italiano.
- 2003: Thomas Matthew Crooks, presunto autor del intento de asesinato contra el expresidente Donald Trump (f. 2024).
- 2003: Diego Aznar, futbolista español.

## Fallecimientos
- 1460: Gilles Binchois, compositor franco-flamenco (n. c. 1400).
- 1592: Francisco Vallés, médico español (n. 1524).
- 1796: Juan José Delhuyar, químico español (n. 1754).
- 1840: José Gaspar Rodríguez de Francia, militar y político paraguayo (n. 1766).
- 1854: Frederick Catherwood, explorador, dibujante, arquitecto y fotógrafo británico (n. 1799).
- 1863: Jacob Grimm, cuentista, investigador del idioma y mitólogo alemán (n. 1785).
- 1898: Theodor Fontane, escritor alemán (n. 1819).
- 1904: José María Yermo y Parres, religioso mexicano (n. 1851).
- 1906: Augusto Lasserre,  marino argentino de origen uruguayo (n. 1826).
- 1908: Nicolás Salmerón, presidente de la I República Española (n. 1838).
- 1908: Pablo Sarasate, violinista y compositor español (n. 1844).
- 1917: Émile Boirac, filósofo y psíquico francés (n. 1851).
- 1919: Ramón Barros Luco, político chileno, presidente entre 1910 y 1915 (n. 1835).
- 1930: Luis Gilabert Ponce, escultor español (n. 1848).
- 1933: Annie Besant, escritora, educadora y periodista británica (n. 1847).
- 1946: Raimu, actor francés (n. 1883).
- 1948: Leo White, actor estadounidense (n. 1882).
- 1957: Jean Sibelius, compositor finlandés (n. 1865).
- 1959: Nikandr Chíbisov, militar soviético (n. 1892).
- 1968: Hugo de los Santos (n. 1948) y Susana Pintos (n. 1939), estudiantes uruguayos asesinados.
- 1970: Arturo Rosenblueth Stearns, científico mexicano (n. 1900).
- 1971: William Foxwell Albright, arqueólogo estadounidense (n. 1891).
- 1971: Giorgos Seferis, poeta y diplomático griego (n. 1900).
- 1973: Ben Webster, saxofonista de jazz estadounidense (n. 1909).
- 1973: Jim Croce, cantante y compositor estadounidense (n. 1943).
- 1974: José Mojica, actor, tenor lírico y religioso mexicano (n. 1895).
- 1975: Saint-John Perse, poeta y diplomático francés, premio nobel de literatura en 1960 (n. 1887).
- 1978: Lorenzo Garza, torero mexicano (n. 1908).
- 1980: Josias Braun-Blanquet, botánico suizo (n. 1884).
- 1988: Roy Kinnear, actor británico (n. 1934).
- 1988: Doris Wells, actriz y directora de cine venezolana (n. 1944).
- 1989: Richie Ginther, piloto estadounidense de Fórmula 1 (n. 1930).
- 1992: David Stivel, escritor de guiones y cineasta argentino (n. 1930).
- 1993: Erich Hartmann, piloto alemán (n. 1922).
- 1995: José Sabre Marroquín, compositor y director de orquesta mexicano (n. 1909).
- 1995: Urmila Eulie Chowdhury, arquitecta india (n. 1923).
- 1996: Paul Erdős, matemático húngaro (n. 1913).
- 1998: Helen M. Dyer, bioquímica estadounidense, investigadora en cáncer (n. 1895).
- 1999: Raísa Gorbachova, esposa de Mijaíl Gorbachov (n. 1932).
- 2001: Marcos Pérez Jiménez, político venezolano, presidente-dictador entre 1952 y 1958 (n. 1914).
- 2002: Serguei Bodrov, actor ruso (n. 1971).
- 2004: Brian Clough, entrenador británico de fútbol (n. 1935).
- 2005: Simon Wiesenthal, judío austriaco perseguidor de nazis (n. 1908).
- 2006: Sven Nykvist, director de fotografía sueco (n. 1922).
- 2009: Hernán Córdoba, futbolista colombiano (n. 1989).[5]
- 2010: Fud Leclerc, cantante belga (n. 1924).
- 2010: Jenny Pronczuk de Garbino, médica toxicóloga uruguaya (n. 1947).
- 2012: Robert G. Barrett, escritor australiano (n. 1946).
- 2012: Dinesh Thakur, director y actor indio (n. 1947).
- 2013: Ricarte Soto, periodista chileno (n. 1952).
- 2016: Gladys Lanza, activista femenina hondureña (n. 1942).[6]
- 2020: Gerardo Vera, escenógrafo, diseñador de vestuario, actor y director de cine y de teatro español (n. 1947).
- 2021:
  - Claude Lombard, cantante belga (n. 1945).
  - Pablo Richard Guzmán, sacerdote católico, teólogo y biblista chileno (n. 1939).
  - Yudhvir Singh Judev, político indio (n. 1982).
- 2022: Marcial Sánchez, futbolista, pintor y escritor español (n. 1929).
- 2024: Sayuri, cantante japonesa (n. 1996).

## Celebraciones
- Día Mundial de la Limpieza.
- Día Mundial de la Libertad de Expresión de Pensamiento.[7]
- Día Mundial de la Paella.[8]
- Día Internacional del Deporte Universitario.[8]
- Día Internacional de Concientización sobre el Crecimiento Infantil.[9]

 Por países
(Por orden alfabético)
- Argentina:
  - Día Nacional del Jubilado.[8]En conmemoración de la fecha de sanción de la Ley 4.349, la primera de jubilaciones, aprobada el 20 de septiembre de 1904 (hace ya 120 años, 9 meses y 17 días) sólo en beneficio de los trabajadores estatales.[10]
  - Día del Caballo.[8]Con el objetivo principal de reconocer la importancia de este animal en la historia del país como «homenaje a la participación del equino en la organización histórica y económica, y en la vida deportiva de la Argentina». Establecido por iniciativa de la Federación Ecuestre Argentina (FEA).[11]
  - Día de los Novios.[12]
    -  Ciudad Autónoma de Buenos Aires (CABA): 
      - Federalización de Buenos Aires. 20 de septiembre de 1880 (hace ya 144 años, 9 meses y 17 días).
El Congreso Nacional Sanciona la Ley N.º 1.029 de Federalización de la Ciudad de Buenos Aires y se declara «Capital de la República Argentina al Municipio de la Ciudad de Buenos Aires».[13]

    -  Neuquén: 
      - Día Provincial por la Memoria Histórica y contra la Impunidad.[14]Esta celebración fue instituida a través de la Ley N.º 2931 en conmemoración a la entrega del informe elaborado por la CONADEP (Nunca Más) sobre los crímenes de la última dictadura militar, al entonces presidente Raúl Alfonsín.

- Azerbaiyán:
  - Día de los Trabajadores Petroleros.

- Nepal:
  - Día de la Constitución.

- Tailandia:
  - Día Nacional de la Juventud.

- Osetia del Sur:
  - Día de la Independencia de Osetia del Sur (no plenamente reconocido).

### Santoral católico

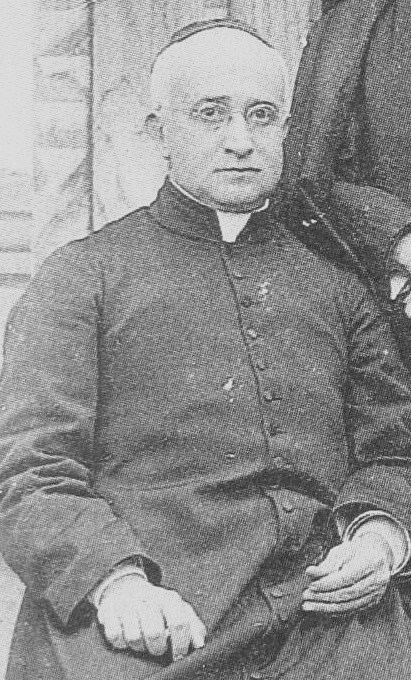
San José María de Yermo y Parres, presbítero y fundador mexicano (1904).

- Santos Andrés Kim Tae-gön, Pablo Chöng Ha-sang y compañeros, mártires en Corea (1839-1867).
- San Dorimedonte de Sínada, mártir (s. III).
- San Eustaquio de Roma, mártir.
- Santos Hipacio, Asiano y Andrés de Constantinopla, mártires (740).
- Beato Adelpreto de Arco, obispo (1172).
- Beato Tomás Johnson, presbítero y mártir (1537).
- Beato Francisco de Posadas, presbítero (1713).
- San Juan Carlos Cornay, presbítero y mártir (1837).
- Santos Lorenzo Han I-hyong y seis compañeros, mártires.
- San José María de Yermo y Parres, presbítero y fundador mexicano (1904).